# Bojan Bogdanović
Bojan Bogdanović (Mostar, Iugoslàvia, 18 d'abril de 1989) és un jugador de bàsquet croat que juga en la posició d'aler.
Ha jugat als Brooklyn Nets de l'NBA. El febrer de 2017 va ser traspassat als Washington Wizards.